# São José do Mantimento (ort)
São José do Mantimento är en ort i Brasilien.   Den ligger i kommunen São José do Mantimento och delstaten Minas Gerais, i den sydöstra delen av landet, 800 km sydost om huvudstaden Brasília. São José do Mantimento ligger 354 meter över havet och antalet invånare är 2 592.
Terrängen runt São José do Mantimento är huvudsakligen lite kuperad. São José do Mantimento ligger nere i en dal. Runt São José do Mantimento är det ganska glesbefolkat, med 29 invånare per kvadratkilometer.. Det finns inga andra samhällen i närheten.
Omgivningarna runt São José do Mantimento är huvudsakligen savann.